# Брајанстаун (Мериленд)
Брајанстаун (енгл. Bryantown) насељено је место без административног статуса у америчкој савезној држави Мериленд.

## Демографија
По попису из 2010. године број становника је 655.
| Група             | 2000.    | 2010.       |
| Белци             | 0 (0,0%) | 477 (72,8%) |
| Афроамериканци    | 0 (0,0%) | 151 (23,1%) |
| Азијати           | 0 (0,0%) | 4 (0,6%)    |
| Хиспаноамериканци | 0 (0,0%) | 13 (2,0%)   |
| Укупно            | 0        | 655         |